# Geodezja wyższa

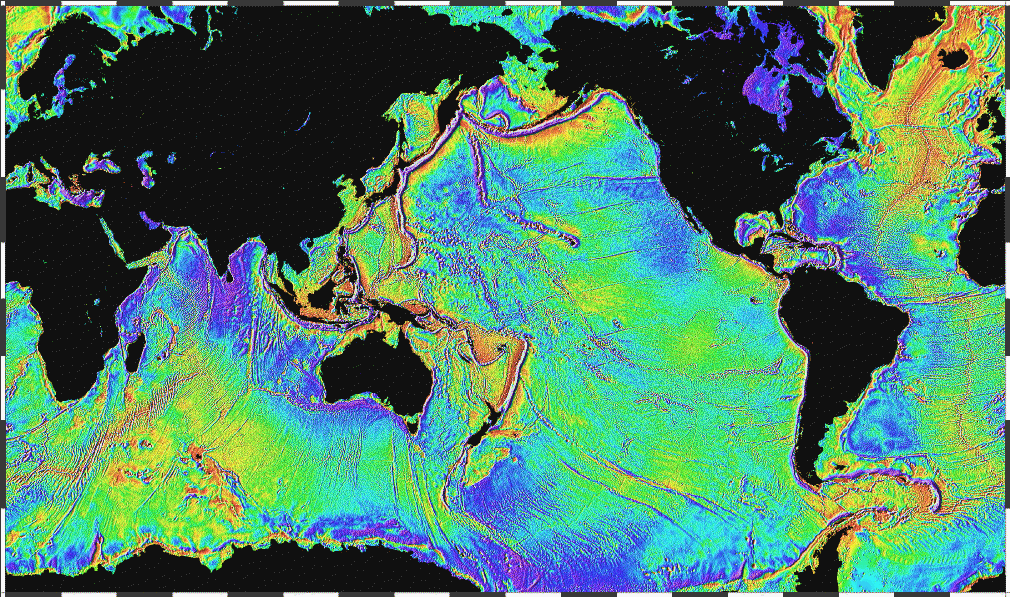
Mapa grawitacji na terenie oceanów

Geodezja wyższa – dział geodezji zajmujący się pomiarami i przedstawianiem „dużych obszarów”, dla których powierzchnią odniesienia nie może być płaszczyzna pozioma, a pewna płaszczyzna zastępcza zbliżona do rzeczywistej powierzchni bryły ziemskiej.
Rozszerzenie opracowań do tzw. „dużych obszarów” wymaga uwzględnienia w obliczeniach wpływu zakrzywienia Ziemi. Za „duże obszary” przyjmuje się powierzchnie większe od powierzchni koła o promieniu ponad 15,6 km i polu większym niż 750 km², np.: powierzchnie regionów, państw, kontynentów i całej kuli ziemskiej.

## Główne działy geodezji wyższej
Geodezja wyższa dzieli się na działy:
- geodezja wyższa z geodynamiką (geodezja fizyczna i grawimetria geodezyjna)– zajmuje się badaniem potencjału przyspieszenia ziemskiego, a więc kształtem geoidy, oraz przemieszczeń skorupy ziemskiej (patrz: grawimetria i  tektonika);
- geodezja satelitarna – zajmuje się badaniem torów sztucznych satelitów Ziemi, wykorzystywanych m.in. przy pomiarach kształtu bryły ziemskiej[1];
- geodezja wyższa z astronomią (astronomia geodezyjna lub inaczej geodezja astronomiczna) – zajmuje się obliczeniami pozycji, azymutu przy pomocy pomiarów gwiazd, a także obliczaniem pozycji na powierzchni sfery oraz elipsoidy;